# Stigmella diffasciae
Stigmella diffasciae là một loài bướm đêm thuộc họ Nepticulidae. Nó được tìm thấy ở California.

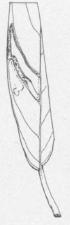
Mine

Sải cánh dài 5.4-5.8 mm. Có thể có một lứa một năm with larvae in tháng 3 và adults in tháng 5.
Ấu trùng ăn Ceanothus species. Chúng ăn lá nơi chúng làm tổ. 